# Catostomus xanthopus
Catostomus xanthopus es una especie de peces de la familia Catostomidae en el orden de los Cypriniformes.